# Maria Dalle Donne
Maria Dalle Donne (Roncastaldo, 12 luglio 1778 – Bologna, 9 giugno 1842) è stata una medica e ginecologa italiana.
Fu una delle primissime donne laureate in Medicina dei tempi moderni e la seconda donna dopo Laura Bassi ad essere ammessa nel prestigioso ordine dei Benedettini Accademici Pensionati con il titolo di Accademico, nonché la prima donna docente nella Scuola Ostetrica di Bologna.

## Biografia
Maria Carolina Dalle Donne (secondo altre fonti Anna Maria) nacque a Roncastaldo, comune dell'Appennino bolognese a 34 chilometri dalla città (oggi compreso nel territorio di Loiano), da Carlo e Caterina Nanni, braccianti giornalieri di condizioni assai modeste. 
Secondo Nicolini Burgatti, la data di nascita del 12 luglio 1778, citata dall'Almanacco Statistico Bolognese per l'anno 1842 è molto più probabile di quella del 1776 citata da Carolina Bonafede nella sua opera Cenni biografici e ritratti di insigni Donne Bolognesi raccolte dagli storici più accreditati.
Non si hanno molte notizie riguardo alla sua infanzia (se abbia avuto fratelli o se sia vissuta per diversi anni accanto ai genitori) ma, secondo i primi biografi, la piccola Maria era affetta da una malformazione alle spalle, ragion per cui le furono risparmiate le fatiche dei campi e fu invece avviata agli studi.

### Gli studi
Della sua formazione ebbe cura uno zio (o cugino) paterno, don Giacomo Dalle Donne, sacerdote a Medicina, al quale era stata affidata fin da bambina. Maria Dalle Donne mostrò subito eccezionali capacità di apprendimento, nonché un'intelligenza assai vivace, doti che spinsero don Giacomo a presentare la nipote al suo amico Luigi Rodati, botanico e Medico condotto a Medicina, il quale decise di occuparsi personalmente della sua istruzione nelle lettere italiane e latine nella speranza che potesse diventare una nuova Laura Bassi. L'incontro con il Rodati fu per la giovane Maria molto significativo in quanto il suo maestro, oltre ad essere un uomo dalla vasta cultura umanistica, era anche un grande estimatore delle scienze, in particolare della scienza medica. Egli si rese conto delle straordinarie qualità della sua allieva com'è testimoniato da una lettera inviata nel maggio 1789 al canonico Nicola Fabbri, suo amico e letterato, in cui si legge:
La fanciulla, mossa dall'ardente desiderio di apprendere, non deluse le aspettative del suo maestro e compì notevoli progressi negli studi, come testimoniato da due lettere da lei scritte indirizzate al Fabbri, in cui si rivela la sua brillante capacità di utilizzare in modo appropriato la lingua latina e di costruire le frasi con una certa eleganza. La giovane Maria chiese un parere al letterato su alcune poesie da lei scritte e sulla possibilità di proseguire gli studi, dichiarandosi pronta, in caso di responso negativo, ad occuparsi delle consuete mansioni femminili. Fortunatamente quest'ultima eventualità non si verificò e, quando il Rodati si trasferì a Bologna per insegnare all'Università prima Botanica, poi Patologia generale e Medicina legale, decise di portare con sé la sua allieva per affidarla al celebre Sebastiano Canterzani affinché si occupasse della sua formazione filosofica.
Maria Dalle Donne coltivò la passione per la poesia, anche se non ci ha lasciato una raccolta della sua opera poetica, e per la musica, disciplina nella quale divenne tanto esperta da potersi esibire di frequente nella Chiesa di San Domenico, suonando in pubblico l'organo.Per essersi distinta anche nell'ambito delle discipline filosofiche, Maria Dalle Donne catturò l'attenzione dell'ambiente universitario cittadino, tanto è vero che alcuni docenti si offrirono di aiutarla a proseguire i suoi studi. Tra questi vi furono il fisico Giovanni Aldini, il patologo Uttini e Tarsizio Riviera, anatomico (salì sulla Cattedra di Anatomia dell'Università di Bologna nel 1792), chirurgo e ostetrico. Quest'ultimo le insegnò l'anatomia, la fisiologia, la chirurgia e in particolare l'ostetricia e la giovane, dopo un anno di studio, sostenne, nella Chiesa di S. Domenico, una pubblica disputa durata tre giorni e iniziata il 1º agosto 1799, sul tema De Integumentis, il cui successo la indusse ad approfondire tutti i rami della medicina e della chirurgia finché, sollecitata dai suoi maestri e in particolare da Riviera, chiese di sostenere un'ulteriore disputa al fine di conseguire la Laurea Dottorale. Essendo questo un evento eccezionale, i Dottori dei Collegi di Medicina e Filosofia decisero che la cerimonia si svolgesse solennemente e alla presenza di un folto pubblico.

### La laurea
Il 19 dicembre 1799, alle ore 13:00, la ventunenne Maria Dalle Donne, accompagnata dalla già nota Clotilde Tambroni, sedette sullo scranno più alto del Teatro Anatomico dell’Archiginnasio, riservato al Priore della facoltà medica, da dove commentò magistralmente due tesi assegnatele quattro ore prima e tratte da un testo di Aristotele e da un aforisma di Ippocrate. Successivamente sostenne, con disinvoltura e prontezza, due argomentazioni contro le suddette tesi, presentate dai due professori designati dal Collegio, Giovanni Pistorini e Paolo Veratti (figlio della Bassi). I membri del Collegio ritennero Maria Dalle Donne ben degna del Dottorato in Filosofia e Medicina e, per tale ragione, Mons. Zambeccari, Arcidiacono Cancelliere Maggiore dello Studio, le concesse la facoltà di esercitare la professione medica. Durante il discorso di ringraziamento, la neodottoressa chiese che il suo maestro, Tarsizio Riviera, la decorasse con le insegne dottorali: la corona d'alloro, l'anello dottorale e i libri, simboli di gloria, dignità e sapienza.
Questo evento eccezionale suscitò una così vasta eco che l'unico giornale che veniva stampato, bisettimanalmente, a Bologna e che riportava notizie di carattere politico, dedicò la prima pagina del n. 102 uscito sabato 21 dicembre 1799 all'avvenimento.

### L'abilitazione all'insegnamento della Medicina
La carriera della Dalle Donne era appena cominciata: ella non si accontentò di essere ascritta tra i Dottori di Medicina e Filosofia e così, solo cinque mesi dopo il conseguimento del dottorato, si presentò ad una pubblica disputa al fine di ottenere l'abilitazione all'insegnamento della Medicina. La Gazzetta di Bologna, in un articolo del 31 maggio 1800, ci dà notizia di tale avvenimento.
Il 23 e il 24 maggio 1800 numerosi Scienziati, Professori, intellettuali e curiosi, accorsero nella Chiesa di S. Domenico per ascoltare la dottoressa che si esibì, riscuotendo grande plauso, in due dispute, rispettivamente: Theses ex Anatomia et Physiologia e Theses ex Universa Medicina. La giovane candidata venne assistita nella sua duplice prova dal maestro Riviera ma, in una terza disputa riguardante argomenti di Ostetricia, avvenuta il 29 maggio nell'Archiginnasio, secondo quanto stabilito dallo Statuto di Bologna, si presentò da sola, sbalordendo tutti gli astanti sia per la sua straordinaria cultura, sia per l'eleganza con cui si esprimeva in lingua latina.

#### Prima Dissertazione:Theses Ex Anatomia et Physiologia
Nella tesi Ex Anatomia et Physiologia Maria Dalle Donne analizza la struttura e la funzione dei diversi organi e apparati, confrontando le teorie del passato con quelle diffuse nella sua epoca. Inoltre costituisce una rassegna bibliografica sulla fertilità femminile, sulle malformazioni fetali e sulla circolazione del sangue nell'utero.
Questo scritto riflette il divario tra i notevoli progressi già compiuti nel campo dell'anatomia e quelli meno significativi conseguiti nella fisiologia. In merito ad alcuni argomenti, come la fecondazione, la circolazione placentare e le malformazioni fetali, la Dalle Donne espone pareri personali che si rifanno al pensiero del suo maestro Tarsizio Riviera.

#### Seconda Dissertazione:Theses ex Universa Medicina
La seconda dissertazione, intitolata Theses ex Universa Medicina, rappresenta un rapido ed esauriente excursus sulle diverse terapie allora in uso. 
Notevole importanza viene attribuita da Maria Dalle Donne alle regole igieniche, il cui insieme prende il nome di Medicina Dietetica. Osservare le regole igieniche rende la vita più sana e fa sì che il ricorso alla terapia chirurgica o a quella farmacologica siano limitati. 
Il capitolo sulla Chirurgia ci fornisce notizie riguardo agli interventi praticati alla fine del Settecento e alle loro probabilità di riuscita: le operazioni sui visceri erano impossibili a causa della mancanza di anestesia ed asepsi. Nell'opera è presente una parte dedicata alla Terapia Medica in cui Maria Dalle Donne afferma che, per una corretta ed efficiente terapia, è fondamentale una buona diagnosi e, a tal proposito, riporta l'assioma di Ippocrate «Si quidem suffecerit ad cognoscendum, sufficiet etiam ad curandum». Infine due aspetti interessanti sono: la nosologia, che si basa prevalentemente sul corredo dei sintomi più che sull'eziologia, e l'esposizione delle sostanze terapeutiche più usate, quali la china, il mercurio, il ferro e l'oppio.

#### Terza Dissertazione
Della terza dissertazione, focalizzata sull'ostetricia e le malattie dei neonati, si è persa ogni traccia probabilmente a causa del bombardamento del palazzo dell'Archiginnasio del gennaio 1944. 
Tuttavia questa dissertazione venne sicuramente edita e ciò è confermato da una commemorazione scritta nel 1941, dalla quale apprendiamo che, dopo aver affrontato alcuni argomenti di natura ostetrica, nell'ultimo capitolo la Dalle Donne parla della cura del neonato, fornendo anche consigli pratici che si discostano dalle idee dell'epoca, come quello di bandire l'uso delle fasce.

### I riconoscimenti
Clotilde Tambroni l'11 gennaio 1806, nel suo discorso per l'inaugurazione dell'Anno Accademico, rivolge un elogio significativo alla giovane dottoressa Maria Dalle Donne. La Tambroni non teme di dedicarle un consistente passaggio della propria orazione, prima di passare alle conclusioni, facendo rivivere davanti agli astanti la scena della sua discussione delle tesi di Dottorato, non risparmiandosi nell'evidenziarne i meriti e il trionfo. I sentimenti di solidarietà, orgoglio, profonda e sincera identificazione provati dalla Tambroni quando la sua giovane amica venne cinta della «sacrata edera premio delle dotte fonti» sono propri di «un'amicizia che né la fuga degli anni, né la serie numerosa de' variati successi di nostri labili giorni saranno mai possenti a disciogliere».
Fu certamente per questi suoi meriti che l'Imperiale Regia Provvisoria Reggenza volle ascriverla «come Accademica soprannumeraria, ossia straordinaria, all'Ordine de' Benedettini Accademici Pensionati», richiamandosi al precedente creato dallo stesso fondatore dell'Accademia, Benedetto XIV, che aveva conferito il titolo di Accademica alla dottoressa Laura Bassi nel 1745.
L'anno successivo, sotto la Repubblica Cisalpina, la nomina le venne riconfermata con un decreto emanato il 15 giugno 1801, quale segno della stima che le autorità nutrivano «per le rare sue doti di sapere e dottrina, per cui merita certamente di essere distinta, e riconosciuta».
La pensione come Accademica Benedettina non fu tuttavia l'unico sostegno alle modeste condizioni economiche di Maria Dalle Donne. Un ulteriore aiuto provenne infatti dal conte Prospero Ranuzzi Cospi, studioso di fisica e mecenate degli studiosi di Bologna, il quale le elargì, come già aveva fatto con Anna Morandi Manzolini, una rendita annua di 50 zecchini, affinché potesse dedicarsi agli studi senza preoccupazioni finanziarie. Il conte dispose inoltre che la rendita fosse raddoppiata dopo la sua morte e che i macchinari del suo gabinetto di fisica, nonché parte dei suoi libri, fossero donati alla brillante dottoressa.

### La morte
Dopo circa quarant'anni di insegnamento, il 9 gennaio 1842 Maria Dalle Donne morì improvvisamente, colpita da sincope, nella sua abitazione di via Saragozza nº147 e il 13 gennaio fu sepolta presso il Cimitero Monumentale della Certosa di Bologna, nell'arco Venturi posto nel Chiostro VIII.

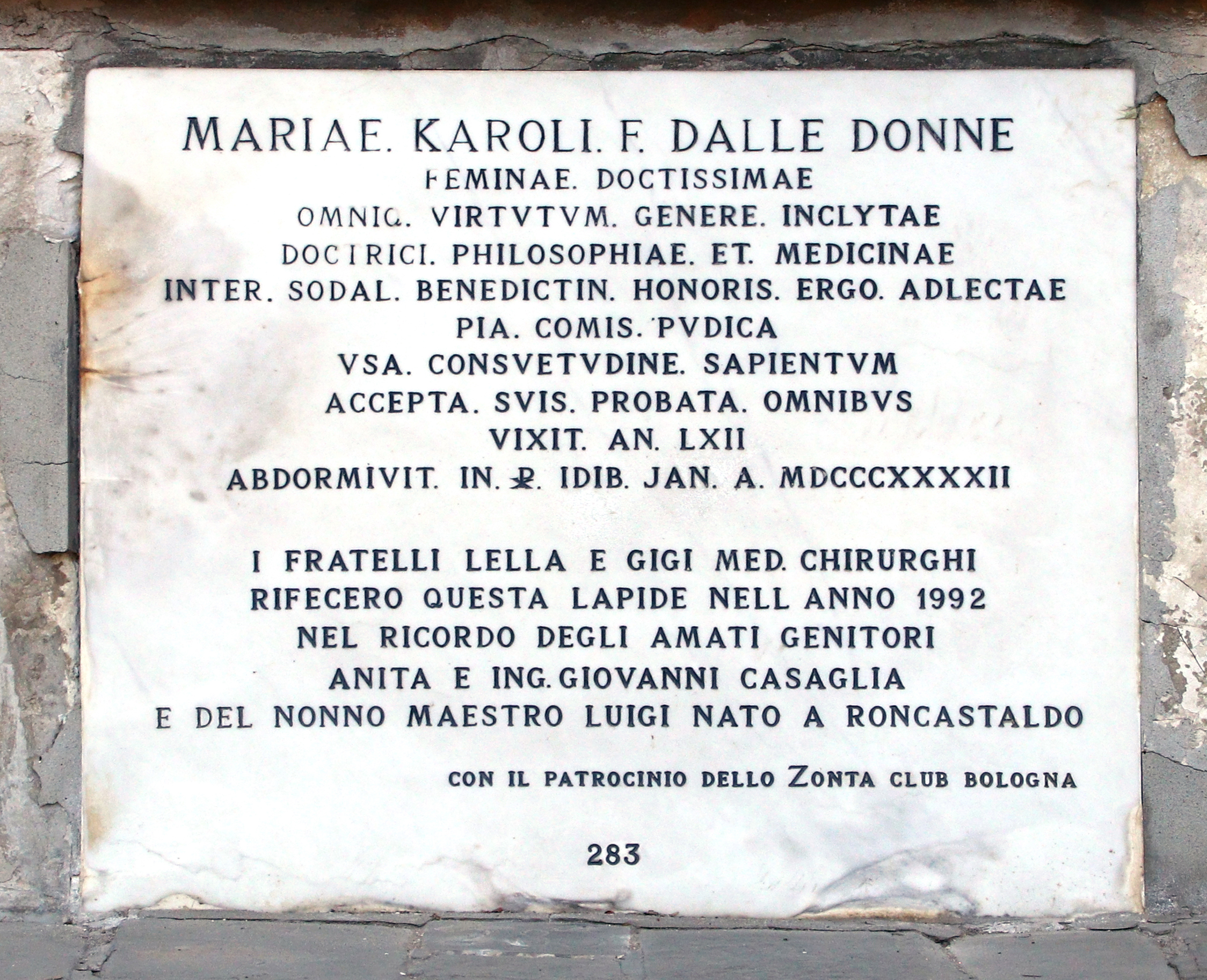
Epigrafe tombale di Maria Dalle Donne

Sulla lapide posta sulla sua tomba si legge: 

## La Scuola di Ostetricia

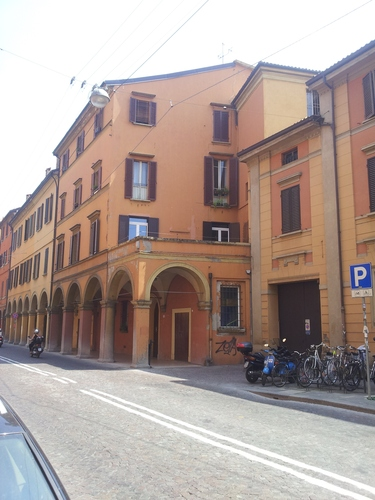
Scuola di Ostetricia

In quegli anni, al tempo dell'occupazione francese, stava nascendo un maggiore interesse nei confronti dell'assistenza alle donne in gravidanza e dell'istruzione delle levatrici. Fino ad allora l'istruzione di queste ultime era stata affidata alle comari più esperte e a chirurghi «ostetricianti», seppur in misura minore e quasi esclusivamente in città. Tuttavia il grado di preparazione delle levatrici era notevolmente migliorato a partire dal 1757, anno di fondazione nell'Istituto delle Scienze bolognese della prima Scuola di Ostetricia italiana diretta da Giovanni Antonio Galli. I corsi tenuti presso questa Scuola richiedevano un grado di istruzione che le comari, spesso analfabete, non possedevano. Inoltre le allieve non potevano esercitarsi nell'esplorazione delle gestanti, nonostante la Suppellettile Ostetrica appositamente creata dal Galli. Lo stesso Riviera nel 1801 inviò una relazione all'Ispettore degli Studi in cui proponeva di creare un luogo, simile ad un ospedale, in cui ci si potesse prendere cura delle «povere gravide prossime al parto» e che sarebbe stato utile per istruire al meglio le comari.
Il governo napoleonico decise di aprire una Scuola di Ostetricia per levatrici, sul modello di quella attiva presso l'Ospedale di S. Caterina a Milano. Questa decisione venne comunicata al Rettore dell'Università dal Prefetto del Dipartimento del Reno in una lettera datata 1º febbraio 1804. Soltanto 10 giorni dopo, l'11 febbraio 1804, il Rettore ricevette un'altra lettera del Prefetto in cui si legge che

Ci furono diversi incontri volti a stabilire la sede della Scuola, redigerne un regolamento e definire i compiti della Dottoressa Dalle Donne. Nel corso di una di queste riunioni la dottoressa dichiarò di essere 
Purtroppo l'avvio della Scuola incontrò notevoli difficoltà a causa dell'arduo reperimento di una sede adeguata e dei fondi necessari alla sua gestione e fu così che il Governo, nel marzo 1805, diede facoltà alla dottoressa di tenere i corsi presso la sua abitazione. Nonostante questa situazione dovesse essere provvisoria, il 13 novembre 1815 il Governo Pontificio riconfermò Maria Dalle Donne nel suo incarico. Tutto rimase invariato almeno fino al 1829, anno in cui il parroco di S. Maria Maddalena, citando le lettrici dell'Università di Bologna, scriveva che la dottoressa Maria Dalle Donne impartiva «privatamente in casa le lezioni di Ostetricia alle mammane con speciale facoltizzazione governativa». Le cronache dell'epoca ce la descrivono come un'insegnante rigorosa e severa ma nello stesso tempo madre tenera nei confronti delle sue allieve, le quali però venivano valutate attentamente dal momento che la dottoressa era estremamente circospetta nell'esprimere un giudizio e non si fidava «al primo aspetto di chi le ripromettesse ingegno; e del pari se talvolta scarso in alcuna parevale, osservava se le restasse in quella a sperare un compenso nella buona volontà, nello studio, nella prudenza, e in tante altre doti, che pur sarebbero indispensabili in chi si destina al letto del sofferente...». Maria riteneva raccapricciante l'uso, largamente diffuso, di affidare nelle mani di donne rozze e inesperte, bramose solo di denaro, la vita di due persone e pertanto durante le sue lezioni non risparmiava attenzioni, tempo, cure e studio. Pur conoscendo il latino e il greco, ricorreva spesso ad espressioni familiari tipiche del dialetto bolognese giacché non voleva essere ammirata ma capita. Al momento dell'esame era estremamente severa in particolar modo con le mammane destinate alla campagna, in quanto difficilmente si poteva ricorrere ad altri soccorsi. Le allieve, in genere provenienti da paesi limitrofi ma anche da Ravenna o Rimini, erano donne sposate o vedove perché il loro mestiere era considerato inadatto alle nubili, le quali sarebbero entrate in contatto con situazioni che secondo la morale dell'epoca offendevano la pubblica decenza (gravidanze illegittime, richieste di verifica della verginità o tentativi di aborto).

### Il Regolamento della Scuola
Per diversi anni la Scuola non ebbe un suo regolamento e l'aspirante allieva doveva presentare un certificato di buona condotta politica e morale rilasciato dall'autorità del luogo di residenza nonché un documento che attestasse la pratica svolta presso una mammana o un chirurgo. Al termine del corso, e solo dopo aver superato l'esame, le veniva concessa la facoltà di esercitare la professione. In seguito alla Restaurazione Pontificia, il parroco doveva dichiarare che l'allieva fosse una donna di buoni costumi e che fosse anche in grado di amministrare il Battesimo nei casi urgenti. Inoltre l'esercizio della libera professione di levatrice doveva essere autorizzato dalla Curia arcivescovile e sottoposto periodicamente al controllo dei parroci. 
L'incarico di redigere un Regolamento per l'istruzione delle levatrici venne dato ad una Commissione medica presieduta dal professore di Chirurgia Teorica ed Ostetricia Gaetano Termanini. I lavori, iniziati nel 1815, si protrassero per molto tempo a causa dei contrasti sorti tra i membri della Commissione e l'Autorità ecclesiastica e si dovette attendere fino al 1825 per l'approvazione definitiva.
Il nuovo regolamento ribadiva gran parte delle norme che erano già entrate nella consuetudine e definiva la tipologia del corso. Quest'ultimo infatti durava complessivamente un anno e comprendeva sei mesi di pratica presso una levatrice o un chirurgo; al termine del corso l'allieva otteneva un attestato di idoneità che le consentiva di sostenere l'esame finale. Se la Commissione esaminatrice, composta da professori di Chirurgia ed Ostetricia dell'Università, avesse espresso un giudizio favorevole, l'Autorità ecclesiastica avrebbe rilasciato alla neolevatrice una patente, indispensabile per l'esercizio della libera professione. Il conseguimento del diploma era condizionato dalla frequenza obbligatoria dei corsi ma, molto spesso, quest'obbligo non venne rispettato, soprattutto da parte delle levatrici delle campagne, le quali incontravano difficoltà negli spostamenti e non avevano i mezzi sufficienti per sostenere le spese. In complesso il corso diede un contributo fondamentale al miglioramento dell'assistenza delle partorienti e divenne sempre più apprezzato grazie a Maria Dalle Donne.

## Monumenti e ricordi

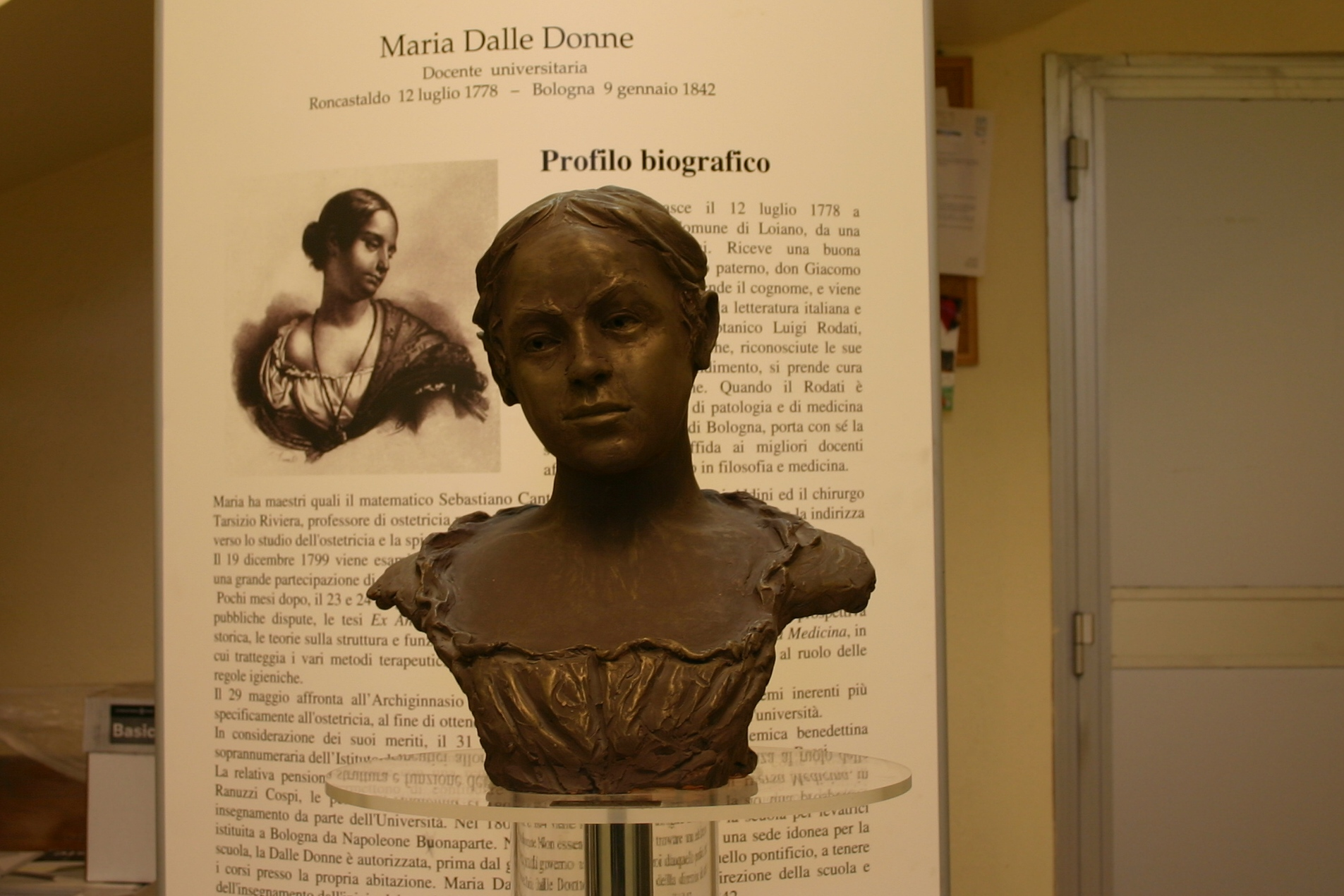
Busto di Maria Dalle Donne a Loiano

A Maria Dalle Donne sono state dedicate due scuole:
- la Scuola Media Statale "Maria Dalle Donne" a Monghidoro (BO)[2]
- la Scuola Secondaria di I Grado "Maria Dalle Donne" a Loiano (BO)

All'ingresso del Municipio di Loiano è possibile ammirare un busto bronzeo raffigurante la dottoressa Dalle Donne realizzato dallo scultore Carlo Anleri. Il piccolo monumento è accompagnato da un pannello in cui Giovanna Gironi racconta la storia della dottoressa.
All'ingresso del comune di Loiano, lo scultore bolognese (e cittadino onorario di Loiano) Luigi Enzo Mattei ha inserito l'effigie di Maria Dalle Donne tra quelle dei personaggi protagonisti della sua opera monumentale in terracotta intitolata La Parete dei Viaggiatori, a ricordo di coloro che transitarono lungo la Futa tra i secoli XVI (Montaigne) e XX (Tazio Nuvolari ed Eisenhower).
Edmea Pirami, dottoressa bolognese, nel 1964 ha ricordato Maria Dalle Donne nel corso delle adunanze della Società medica chirurgica citando l'epigrafe a lei dedicata sulla lapide della sua tomba presso il Cimitero della Certosa.